# Zee Cine Award/Beste Liedaufnahme
Der Zee Cine Award Best Song Recording ist eine Kategorie des indischen Filmpreises Zee Cine Award.
Der Zee Cine Award Best Song Recording wird von der Jury gewählt. Der Gewinner wird in der Verleihung bekanntgegeben. Die Verleihung findet jedes Jahr im März statt.
Liste der Gewinner:
| Jahr | Gewinner                         | Film           |
| ---- | -------------------------------- | -------------- |
| 1998 | Satish Gupta                     | Border         |
| 1999 |                                  |                |
| 2000 | Satish Gupta                     | Kachche Dhaage |
| 2001 |                                  |                |
| 2002 |                                  |                |
| 2003 |                                  |                |
| 2004 |                                  |                |
| 2005 | Vijay Dayal und Pramod Chandokar | Hum Tum        |
| 2006 |                                  |                |
| 2007 | Salman Afridi                    | Omkara         |